# British Motor Holdings
British Motor Holdings (BMH) – dawny brytyjski koncern skupiający producentów samochodów. Istniał w latach 1966–1968.
Powstał, gdy w okresie rządów Labour Party szukano wyjścia z kryzysowej sytuacji brytyjskiego rynku motoryzacyjnego poprzez szereg fuzji między niezależnymi do tej pory producentami. Chrysler zaangażował się finansowo w koncern Rootes Group; Leyland Motors nabył spółkę Standard Triumph oraz Rovera. British Motor Corporation znalazło się w trudnej sytuacji finansowej i szukało partnera biznesowego. Jako że BMC skupiało marki z niższych segmentów rynku aut osobowych wybór padł na wytwórnię samochodów wyższej klasy – Jaguar Cars, który już wcześniej kupił zakłady Guy. Poza tym, że paleta modeli obu spółek się uzupełniała, to Jaguar odnosił sukcesy na rynku amerykańskim co mogło ułatwić wejście na niego modeli BMC. Dla właściciela Jaguara Williama Lyonsa mariaż z BMC był korzystny, gdyż BMC przejęło w 1965 dostawcę karoserii i producenta nadwozi Pressed Steel Company, który również pracował na rzecz Jaguara.
Łącznie wraz ze spółką Jaguar Cars do BMH dołączyły takie marki jak Coventry Climax, Daimler, Lanchester oraz z segmentu aut ciężarowych – Guy. Zaś wraz z BMC do BMH weszły auta Austin, Morris, MG, Riley, Wolseley oraz producent nadwozi do aut wyższej klasy Vanden Plas.
BMH miało krótki żywot, gdyż już w 1968 roku zostało połączone z koncernem Leylanda w jeden wielki konglomerat firm British Leyland Motor Corporation.

## Modele Jaguara produkowane w czasie istnienia BMH

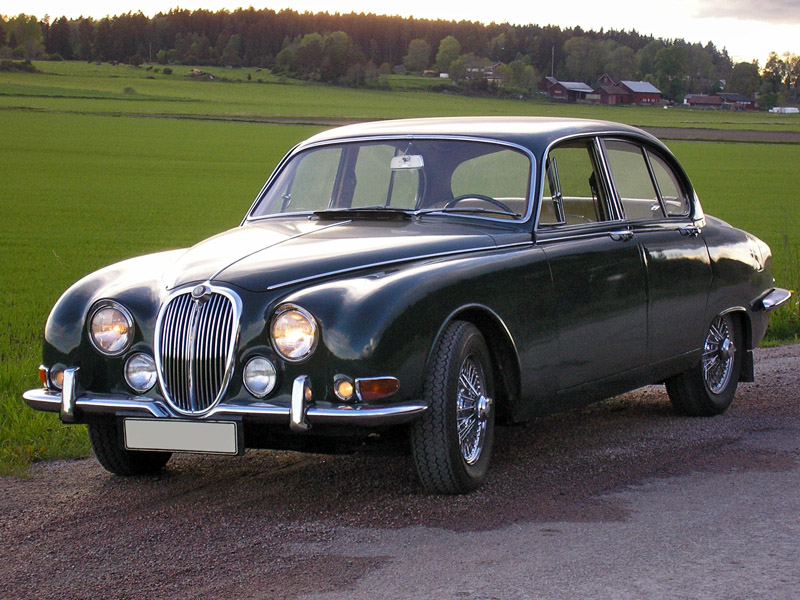
S-Type
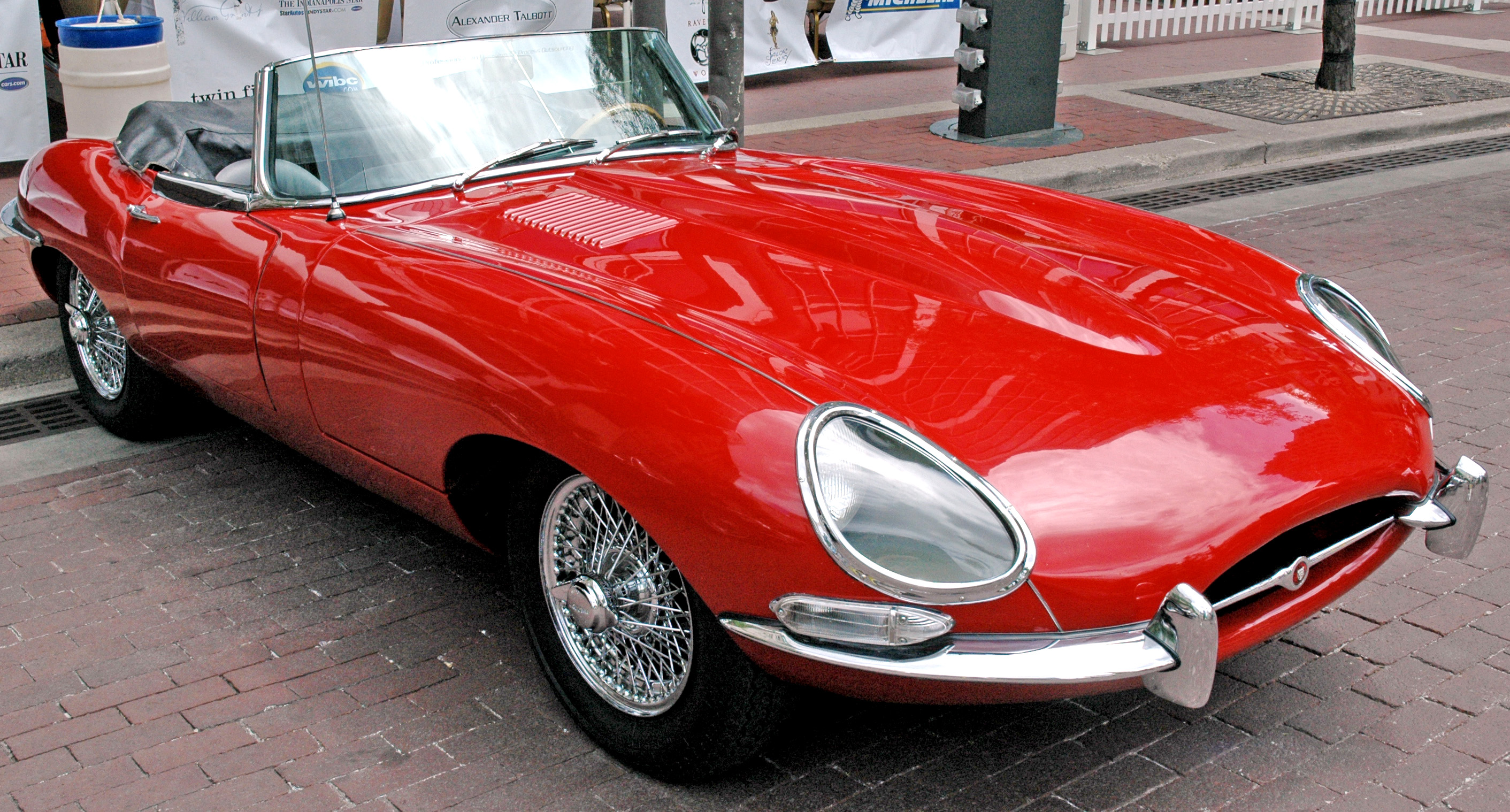
XK-E
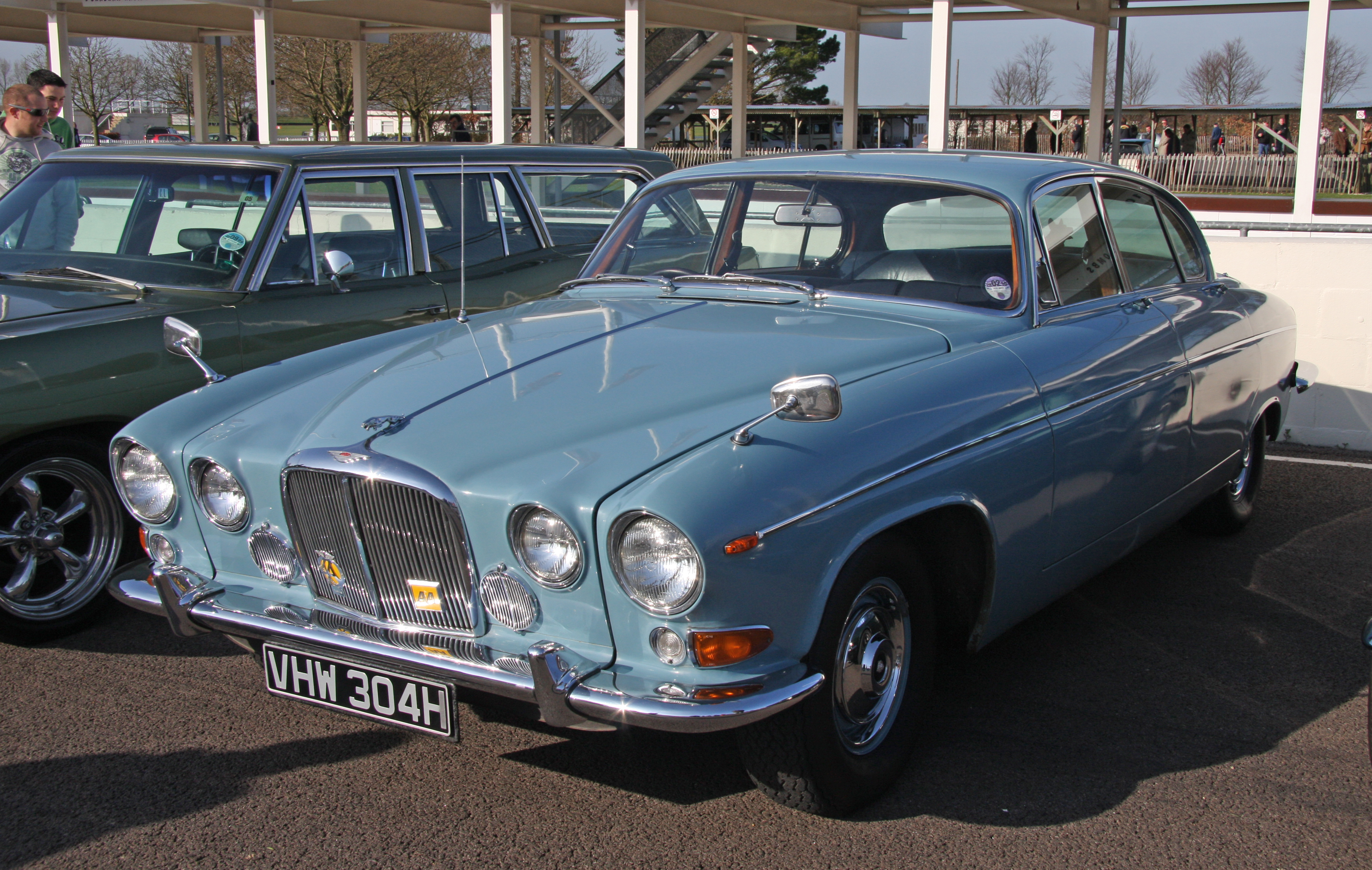
Mark X